# Señor de los Reyes (Aceuchal)

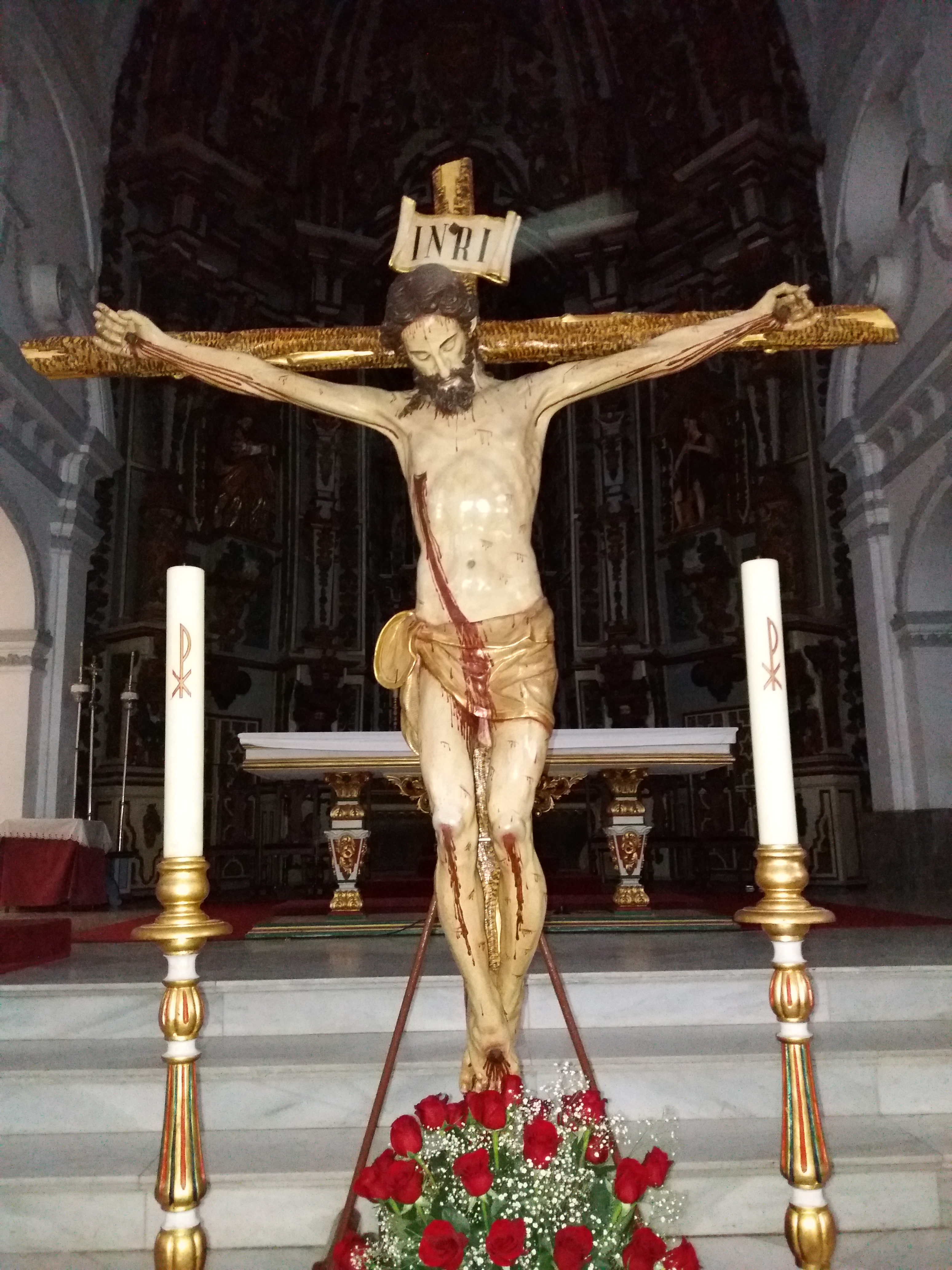
El Señor de los Reyes en el altar Mayor de la iglesia parroquial de San Pedro (Aceuchal)

El Señor de los Reyes de Aceuchal, es una imagen de Cristo crucificado que se encuentra ubicada en la iglesia parroquial de San Pedro Apóstol de Aceuchal. Desde su llegada en 1617 ha estado ligada a la historia de la localidad. En la actualidad cuenta con una cofradía penitencial que se encarga del culto y cuidado de la imagen.

## Origen de la imagen
La llegada de la imagen a la parroquia está documentada por una nota en el libro de bautismo del año 1617. En la actualidad, se está documentado el origen de la imagen, aunque se conoce que a mediados del siglo XVII fue ubicado en un retablo que durante este siglo sufrió varias reformas como demuestran los libros de fábrica de la parroquia. Desde un primer momento, despertó gran devoción entre los vecinos, siendo requerida la imagen para paliar los efectos nocivos de las inclemencias climáticas.

## Iconografía
El Señor de los Reyes es una imagen que representa a Cristo tras haber recibido la lanzada en el costado izquierdo y haber pronunciado el Pater, in manus tuas commendo spiritum meum. A pesar de que es una imagen que muestra con crudeza los signos de la Pasión (llagas, azotes...) presenta una expresión facial que trasmite tranquilidad y reposo. Es un Cristo de tres clavo y sin corona de espinas ni titulus crucis. Debido a que el tallado del paño de pureza no es muy detallado, se especula con la posibilidad de que desde un principio fuese ideado para ser vestido con faldellín, tal y como se le muestra actualmente en ocasiones destacadas. También suele portar un sudario en la cruz durante la celebración litúrgica del Viernes Santo. En su altar, porta corona de espinas y potencias doradas añadidas en el siglo pasado.

## Culto al Señor de los Reyes
Tradicionalmente, ha sido una advocación muy vinculada a las rogativas pro pluvia y pro serenitate, documentadas al menos desde el siglo XIX aunque seguramente se llevarían realizando desde varios siglos antes (al igual que la Virgen de la Coronada de Villafranca y la Virgen de la Piedad de Almendralejo) .Durante la realización de las rogativas procesionaba junto a la Virgen de la Soledad, patrona de la localidad. En la actualidad, y desde los años 80, protagoniza el vía crucis en la madrugada del Viernes Santo.

## Cofradía Sacramental del Señor de los Reyes y de las Ánimas del Purgatorio
Actualmente, existe una cofradía que vela por los cultos a la imagen del Señor de los Reyes, al igual que al Santísimo Sacramento y a las Ánimas del Purgatorio. Su sede canónica se encuentra en la iglesia parroquial de San Pedro Apóstol de Aceuchal.